# Leichtathletik-Weltmeisterschaften 1993/800 m der Frauen

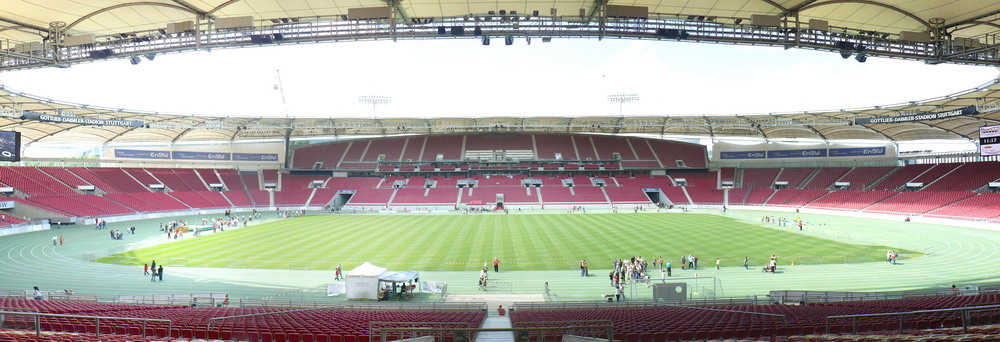
Das Stuttgarter Gottlieb-Daimler-Stadion im Jahr 2007

Der 800-Meter-Lauf der Frauen bei den Leichtathletik-Weltmeisterschaften 1993 wurde vom 14. bis 17. August 1993 im Stuttgarter Gottlieb-Daimler-Stadion ausgetragen.
Weltmeisterin wurde die dreifache Afrikameisterin (1990: 800 Meter/1500 Meter – 1993: 800 Meter) Maria de Lurdes Mutola aus Mosambik, Den zweiten Rang belegte die russische Vizeweltmeisterin von 1983, WM-Dritte von 1987 und EM-Dritte von 1986 Ljubow Gurina. Bronze ging wie bei den Weltmeisterschaften 1991 an die Rumänin Ella Kovacs.

## Bestehende Rekorde
| Weltrekord | 1:53,28 min | Jarmila Kratochvílová | München, BR Deutschland       | 26. Juli 1983  |
| WM-Rekord  | 1:54,68 min | Jarmila Kratochvílová | WM 1983 in Helsinki, Finnland | 9. August 1983 |

Der bestehende WM-Rekord wurde bei diesen Weltmeisterschaften nicht eingestellt und nicht verbessert.
Die Weltmeisterin Maria de Lurdes Mutola aus Mosambik stellte im Finale am 17. August mit 1:55,43 min einen neuen Afrikarekord auf.

## Doping
In diesem Wettbewerb gab es einen Dopingfall.
Die zunächst siebtplatzierte russische Titelverteidigerin Lilija Nurutdinowa wurde positiv auf das anabole Steroid Stanozolol getestet und erhielt eine vierjährige Sperre, was zum Ende ihrer Sportkarriere führte. Ihr Resultat bei diesen Weltmeisterschaften wurde annulliert.
Benachteiligt waren vor allem zwei Athletinnen;
- Die Polin Anna Brzezińska wäre über ihre im dritten Vorlauf erzielte Zeit eigentlich zur Teilnahme am Halbfinale berechtigt gewesen.
- Die Deutsche Christine Wachtel hätte über ihre Platzierung im zweiten Halbfinalrennen eigentlich am Finale teilnehmen können.

## Vorrunde
Die Vorrunde wurde in fünf Läufen durchgeführt. Die ersten beiden Athletinnen pro Lauf – hellblau unterlegt – sowie die darüber hinaus sechs zeitschnellsten Läuferinnen – hellgrün unterlegt – qualifizierten sich für das Halbfinale.

### Vorlauf 1
14. August 1993, 21:15 Uhr
| Platz | Name              | Nation              | Zeit (min) |
| ----- | ----------------- | ------------------- | ---------- |
| 1     | Liu Li            | Volksrepublik China | 1:59,60    |
| 2     | Ljubow Gurina     | Russland            | 1:59,90    |
| 3     | Christine Wachtel | Deutschland         | 2:01,42    |
| 4     | Satu Jaaskelainen | Finnland            | 2:03,66    |
| 5     | Carla Sacramento  | Portugal            | 2:03,74    |
| 6     | Sheila Seebaluck  | Mauritius           | 2:10,54    |
| 7     | Ablavi Agbenyeke  | Togo                | 2:23,19    |
| DNS   | Letitia Vriesde   | Suriname            |            |

### Vorlauf 2
14. August 1993, 21:23 Uhr
| Platz | Name              | Nation              | Zeit (min) |
| ----- | ----------------- | ------------------- | ---------- |
| 1     | Tina Paulino      | Mosambik            | 2:01,46    |
| 2     | Kelly Holmes      | Großbritannien      | 2:01,70    |
| 3     | Natallja Duchnowa | Belarus             | 2:01,78    |
| 4     | Wang Yuan         | Volksrepublik China | 2:02,98    |
| 5     | Luciana Mendes    | Brasilien           | 2:03,55    |
| 6     | Shiny Wilson      | Indien              | 2:06,65    |
| 7     | Alia Almatari     | Jordanien           | 2:15,23    |
| 8     | Shermaine Ross    | Grenada             | 2:15,84    |

### Vorlauf 3
14. August 1993, 21:31 Uhr
| Platz | Name               | Nation         | Zeit (min)                                         |
| ----- | ------------------ | -------------- | -------------------------------------------------- |
| 1     | Diane Modahl       | Großbritannien | 2:00,80                                            |
| 2     | Amy Wickus         | USA            | 2:00,91                                            |
| 3     | Sabine Zwiener     | Deutschland    | 2:01,37                                            |
| 4     | Oksana Mernikova   | Belarus        | 2:01,65                                            |
| 5     | Anna Brzezińska    | Polen          | 2:01,67 eigentlich für das Halbfinale qualifiziert |
| 6     | Laurence Niyonsaba | Ruanda         | 2:12,52                                            |
| DOP   | Lilija Nurutdinowa | Russland       | für das Finale zugelassen                          |

### Vorlauf 4
14. August 1993, 21:39 Uhr
| Platz | Name                            | Nation    | Zeit (min) |
| ----- | ------------------------------- | --------- | ---------- |
| 1     | Ella Kovacs                     | Rumänien  | 2:01,36    |
| 2     | Maria Magnólia Souza Figueiredo | Brasilien | 2:01,91    |
| 3     | Joetta Clark                    | USA       | 2:02,15    |
| 4     | Fabia Trabaldo                  | Italien   | 2:02,36    |
| 5     | Olena Stortschowa               | Ukraine   | 2:03,50    |
| 6     | Edith Nakiyingi                 | Uganda    | 2:07,81    |
| 7     | Karolina Tanona                 | Fidschi   | 2:15,12    |

### Vorlauf 5

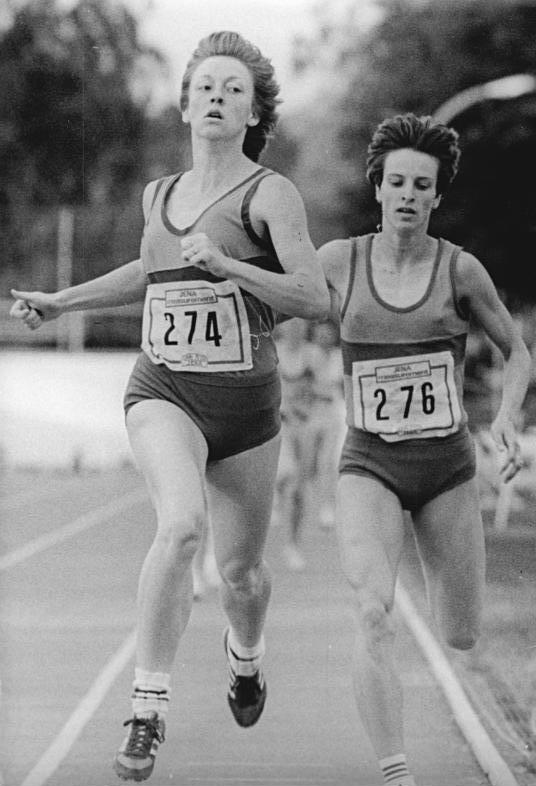
Christine Wachtel, frühere Medaillen-
gewinnerin, schied zwar im Halbfinale aus, wäre jedoch nach Nurutdinowas Disqualifikation zur Finalteilnahme berechtigt gewesen

14. August 1993, 21:47 Uhr
| Platz | Name                   | Nation      | Zeit (min) |
| ----- | ---------------------- | ----------- | ---------- |
| 1     | Maria de Lurdes Mutola | Mosambik    | 1:59,81    |
| 2     | Meredith Rainey        | USA         | 1:59,87    |
| 3     | Birthe Bruhns          | Deutschland | 2:00,29    |
| 4     | Gladys Wamuyu          | Kenia       | 2:01,59    |
| 5     | Jelena Afanassjewa     | Russland    | 2:01,94    |
| 6     | Lorie Ann Adams        | Guyana      | 2:09,77    |
| 7     | Tamador Ismail         | Sudan       | 2:41,51    |

## Halbfinale
In den beiden Halbfinalläufen qualifizierten sich die jeweils ersten drei Athletinnen – hellblau unterlegt – sowie die darüber hinaus zwei zeitschnellsten Läuferinnen – hellgrün unterlegt – für das Finale.

### Halbfinallauf 1

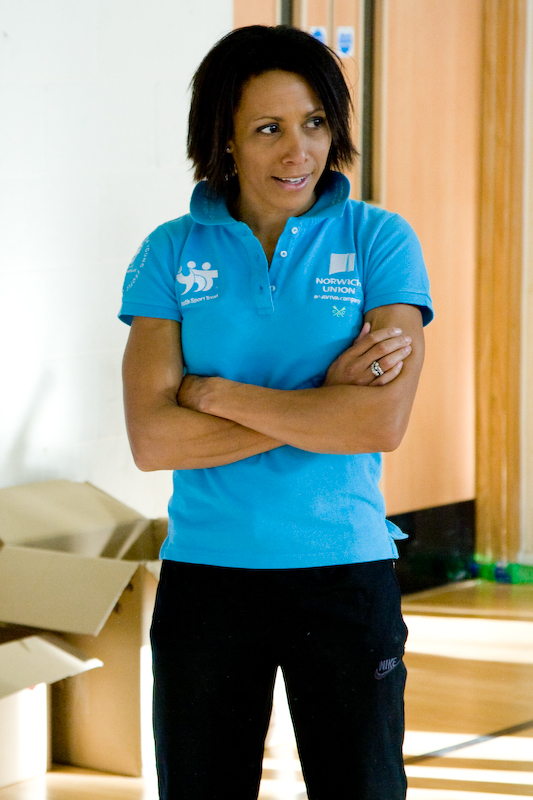
Kelly Holmes (hier im Jahr 2008) verpasste das Finale um einen Rang – später wurde sie zu einer der erfolg-
reichsten Mittel-
strecklerinnen ihrer Zeit

15. August 1993, 20:15 Uhr
| Platz | Name                   | Nation              | Zeit (min)                                     |
| ----- | ---------------------- | ------------------- | ---------------------------------------------- |
| 1     | Maria de Lurdes Mutola | Mosambik            | 1:58,69                                        |
| 2     | Liu Li                 | Volksrepublik China | 1:58,96                                        |
| 3     | Diane Modahl           | Großbritannien      | 1:59,12                                        |
| 4     | Christine Wachtel      | Deutschland         | 1:59,86 eigentlich für das Finale qualifiziert |
| 5     | Amy Wickus             | USA                 | 2:00,55                                        |
| 6     | Oksana Mernikova       | Belarus             | 2:01,20                                        |
| 7     | Gladys Wamuyu          | Kenia               | 2:02,13                                        |
| DOP   | Lilija Nurutdinowa     | Russland            | für das Finale zugelassen                      |

### Halbfinallauf 2
15. August 1993, 20:21 Uhr
| Platz | Name                            | Nation         | Zeit (min) |
| ----- | ------------------------------- | -------------- | ---------- |
| 1     | Tina Paulino                    | Mosambik       | 1:57,31    |
| 2     | Ella Kovacs                     | Rumänien       | 1:57,46    |
| 3     | Meredith Rainey                 | USA            | 1:57,63    |
| 4     | Ljubow Gurina                   | Russland       | 1:57,82    |
| 5     | Kelly Holmes                    | Großbritannien | 1:58,64    |
| 6     | Birthe Bruhns                   | Deutschland    | 1:59,66    |
| 7     | Sabine Zwiener                  | Deutschland    | 2:00,77    |
| 8     | Maria Magnólia Souza Figueiredo | Brasilien      | 2:01,01    |

## Finale
17. August 1993, 20:05 Uhr
| Platz | Name                   | Nation              | Zeit (min) |
| ----- | ---------------------- | ------------------- | ---------- |
| 1     | Maria de Lurdes Mutola | Mosambik            | 1:55,43 AR |
| 2     | Ljubow Gurina          | Russland            | 1:57,10    |
| 3     | Ella Kovacs            | Rumänien            | 1:57,92    |
| 4     | Diane Modahl           | Großbritannien      | 1:59,42    |
| 5     | Meredith Rainey        | USA                 | 1:59,57    |
| 6     | Liu Li                 | Volksrepublik China | 2:04,45    |
| 7     | Tina Paulino           | Mosambik            | 3:19,89    |
| DOP   | Lilija Nurutdinowa     | Russland            |            |

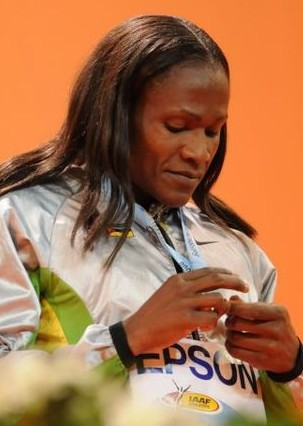
Als Weltmeisterin errang Maria Mutola ihren ersten großen Sieg auf Weltniveau – es sollten noch viele weitere dazukommen

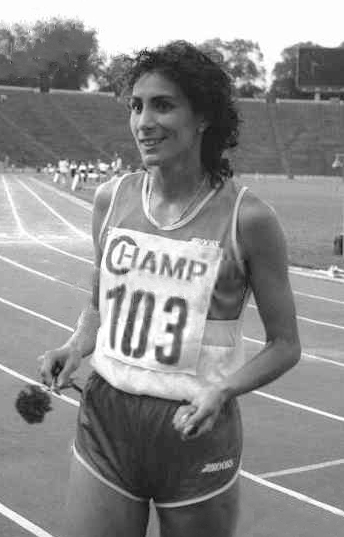
Wie schon zwei Jahre zuvor gewann Ella Kovacs Bronze
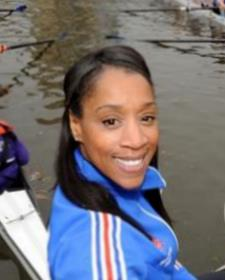
Diane Modahl belegte Rang vier

## Video
- Maria Mutola:800m.Final,World Championships,Stuttgart,1993, Video veröffentlicht am 17. November 2014 auf youtube.com, abgerufen am 17. Mai 2020